# ひなび（陽旅）

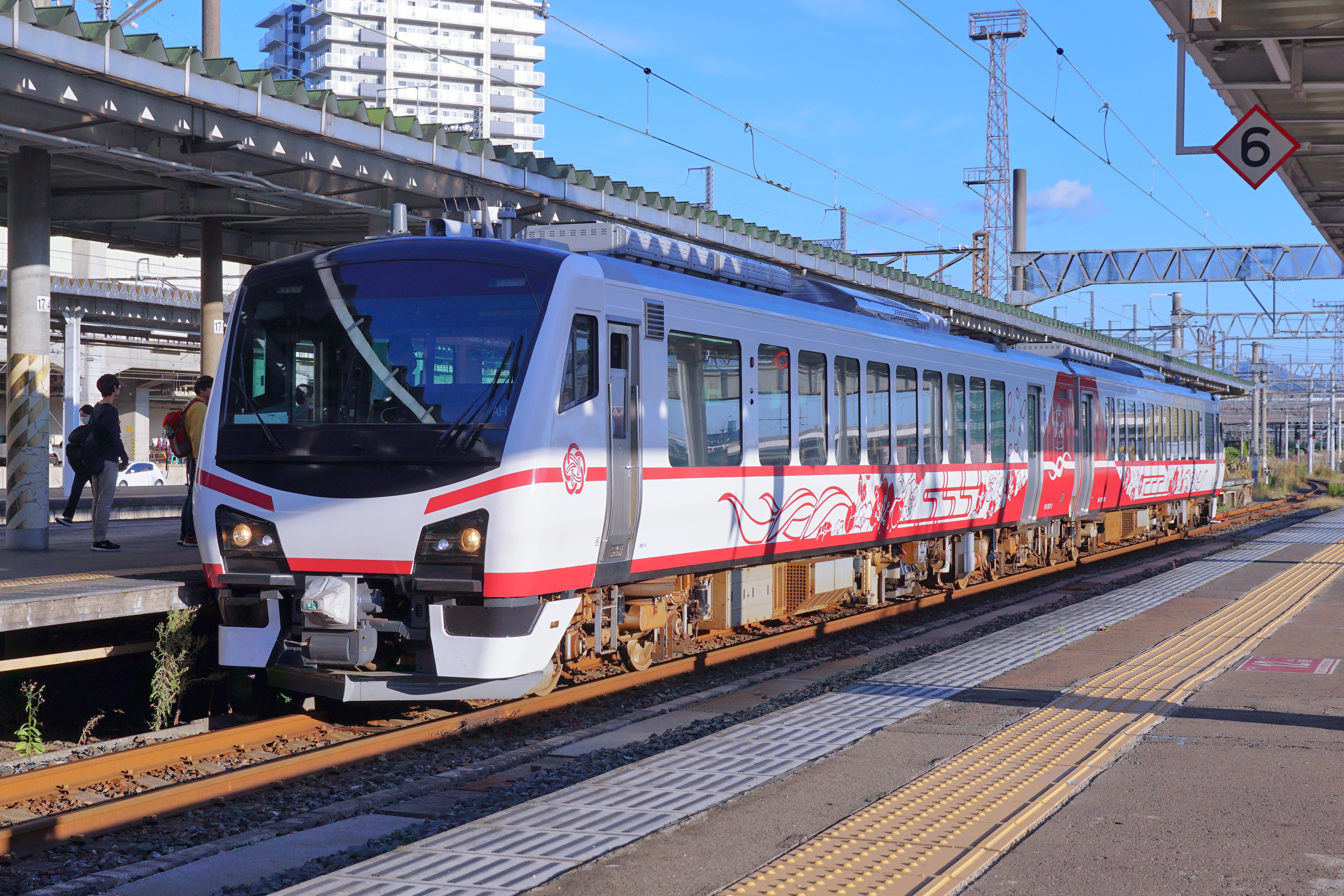
ひなび（陽旅）
（2023年10月14日 盛岡駅）

ひなび（陽旅）（ひなび）は、東日本旅客鉄道（JR東日本）が保有する観光列車（のってたのしい列車）用の鉄道車両の愛称である。

## 概要
東北地方を中心に2編成が運行されていたHB-E300系「リゾートあすなろ」をリニューアルした車両のひとつで、その第1弾として2022年11月に導入が発表され、2023年12月に営業運転を開始した。愛称の「ひなび」は、「ぬくもりのあるゆったりとした旅」を表現したものである。

## 改造内容
HB-E300系のAH1編成（「リゾートあすなろ」第1編成）を秋田総合車両センターでリニューアルしたもので、のちに登場した「SATONO」と共通の改造内容である。座席は1号車がグリーン車、2号車が普通車となっており、1号車となるHB-E302-3のみHB-E302-703に改番されている。
外装色にはかつて盛岡支社管内の気動車に使用されていた色分け（盛岡色）を取り入れ、白色をベースに赤色を配したものとした。編成の中間部に山を、その前後の窓下に波や花吹雪などを並べて自然を表現したほか、水引をイメージした帯をまとっている。
1号車の車内は種車から大きく変更され、2+1配列のテーブル付きボックスシート（4人掛け3組・2人掛け5組）と窓向きの座席（1人掛け3席）を配置した構成となった。運転台後部のフリースペースと展望座席が引き続き設置されているほか、連結面側には荷物置き場が増設されている。
2号車は種車同様に2+2配列の回転リクライニングシートを配した構成となっているが、一部の配色などが変更されている。また、運転台後部のフリースペースからは展望座席が撤去された。

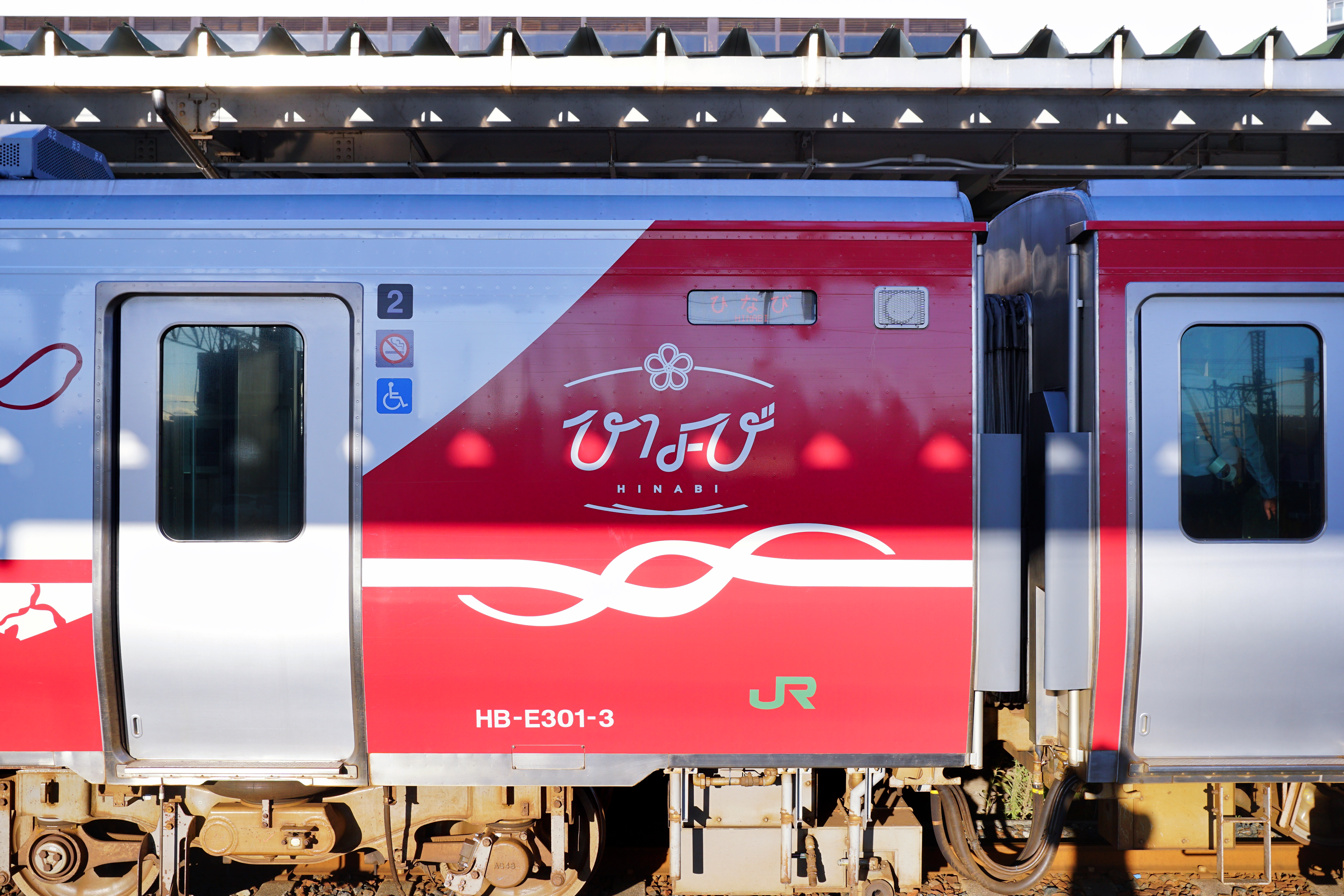
ロゴマーク
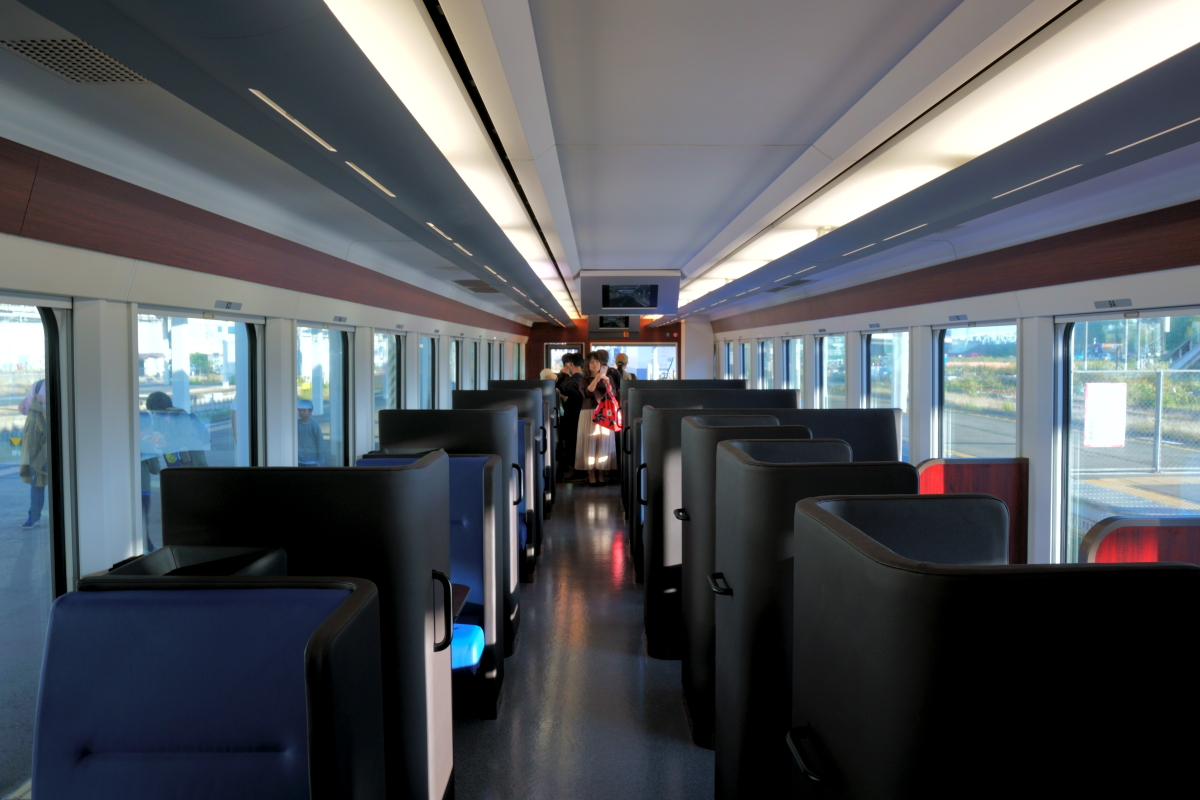
1号車車内
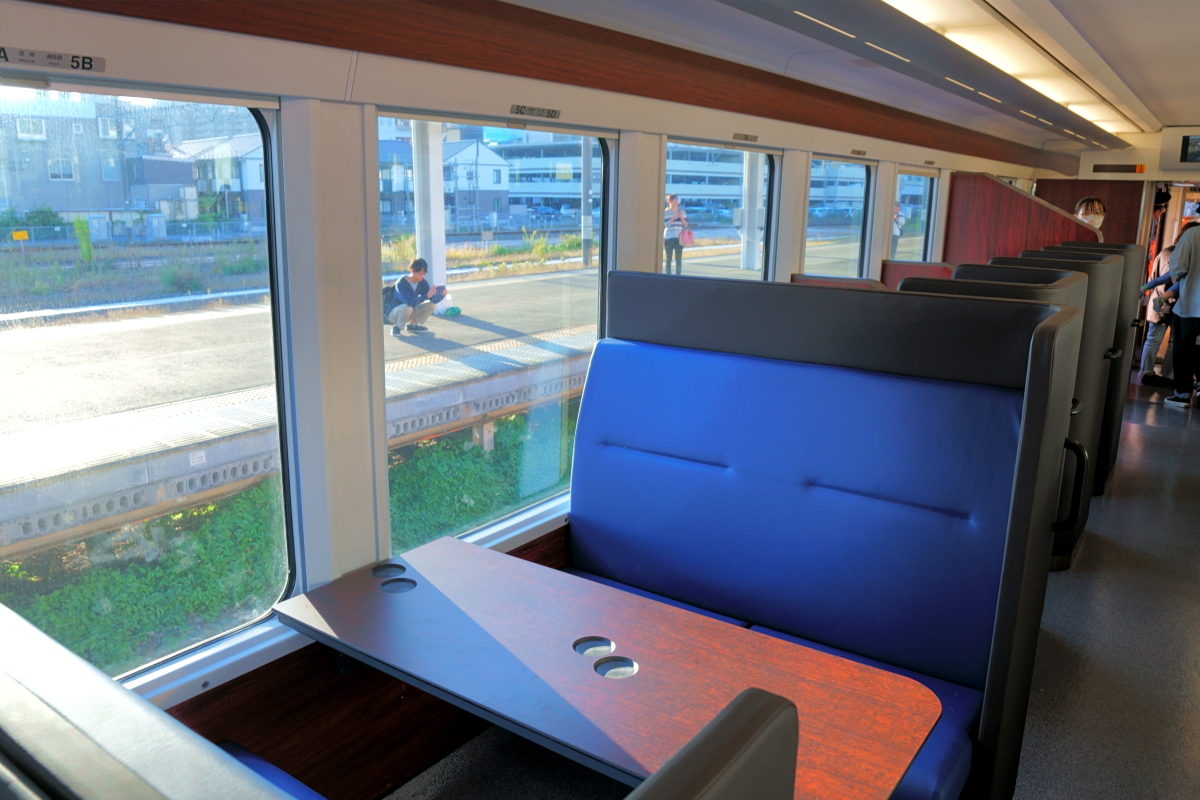
4人掛けボックスシート
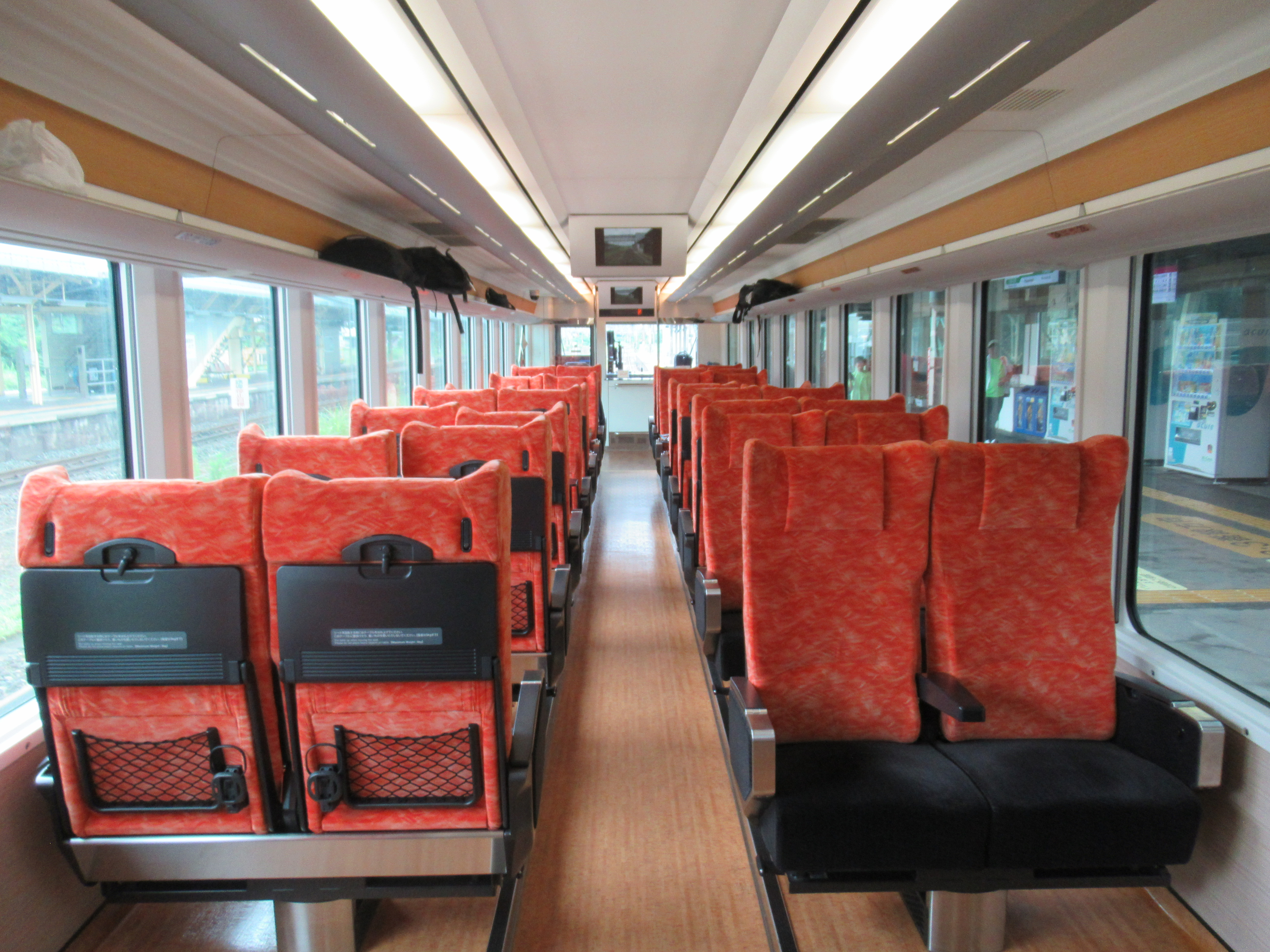
2号車車内

## 運用

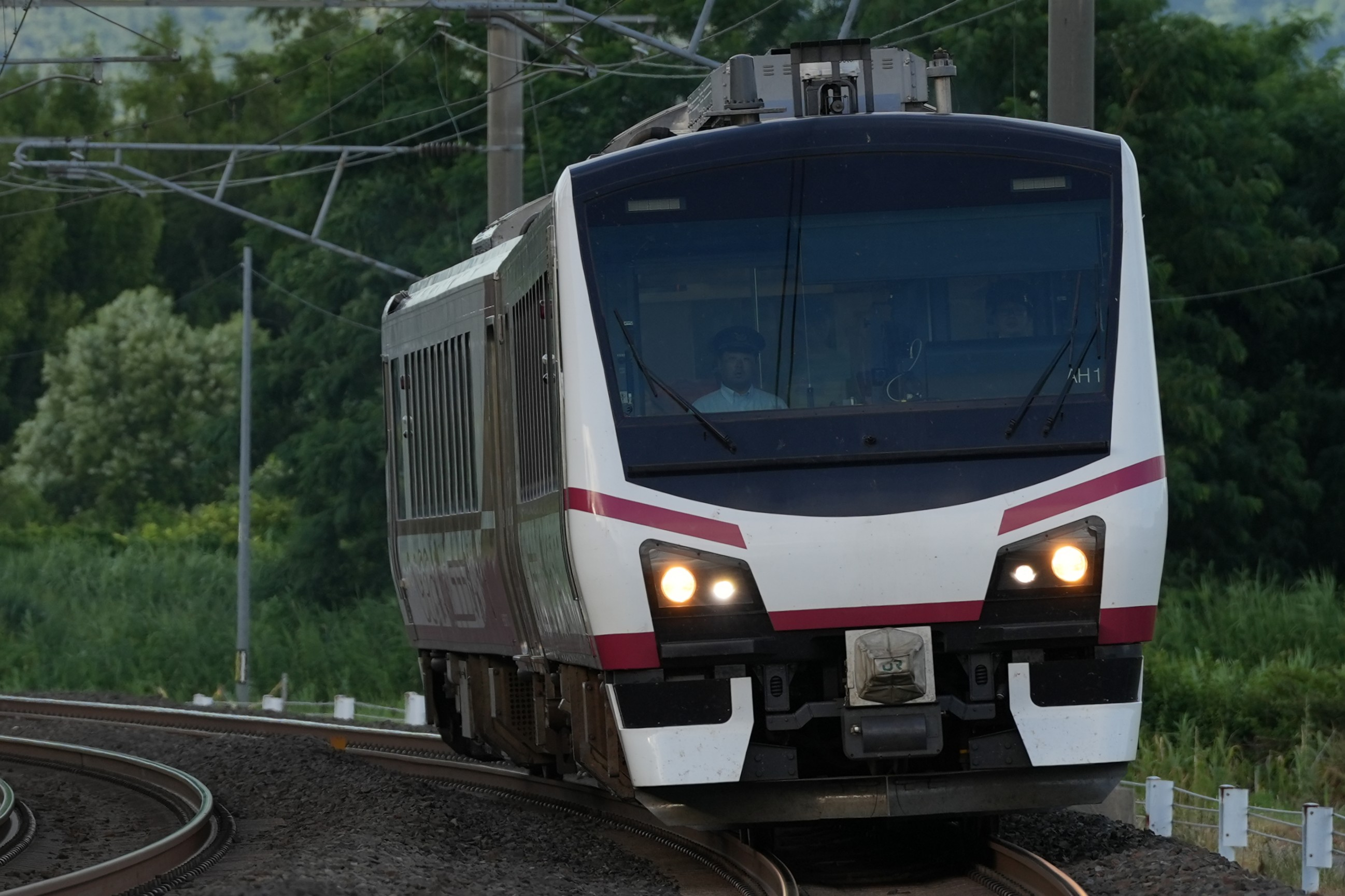
ひなび陸奥（2025年7月21日）

盛岡車両センターに配置され、2023年12月23日・24日に盛岡駅 - 釜石駅間で運転された団体専用列車「ひなび釜石デビュー号」が初の営業運転となった。
「リゾートあすなろ」時代と同じく臨時列車として岩手県・青森県内を運行しており、2024年3月時点では盛岡駅 - 釜石駅間の「ひなび釜石」、盛岡駅 - 宮古駅間の「ひなび宮古」、八戸駅 - 大湊駅間の「ひなび下北」の3列車（いずれも快速列車）を基本としている。このうち「ひなび釜石」は「SL銀河」の後継にも位置付けられている。また、2024年11月には、盛岡駅-大館駅間で「ひなび八幡平」が運転された。